# Francesc Roig Ventura
Francesc Roig Ventura (castellà: Francisco de Roig)  (Terrassa, 18 d'agost de 1900 - Terrassa, 22 de juliol de 1953) fou un jugador i dirigent esportiu català en l'àmbit de l'hoquei sobre herba.
Durant la seva carrera esportiva jugà al Club Deportiu Terrassa. Amb la selecció espanyola participà en els Jocs Olímpics d'Amsterdam de 1928. Posteriorment fou vicepresident de la Federació Catalana d'Hoquei.